# Salinas de Pamplona
Salinas de Pamplona (Getze en euskera) es una localidad española y un concejo de la Comunidad Foral de Navarra perteneciente al municipio de la Cendea de Galar. Su población en 2014 fue de 289 habitantes 

## Demografía
| 2000 | 2001 | 2002 | 2003 | 2004 | 2005 | 2006 | 2007 | 2008 |
| ---- | ---- | ---- | ---- | ---- | ---- | ---- | ---- | ---- |
| 134  | 144  | 148  | 153  | 157  | 175  | 173  | 198  | 218  |

## Comunicaciones
| Transporte Urbano Comarcal |   |
| Taxi Iruñerria             |   |
| Zona                       | B |
| Estaciones                 |   |